# Mompang Lombang
Mompang Lombang is een bestuurslaag in het regentschap Padang Lawas Utara van de provincie Noord-Sumatra, Indonesië. Mompang Lombang telt 189 inwoners (volkstelling 2010).